# Belisana maogan
Belisana maogan is een spinnensoort uit de familie trilspinnen (Pholcidae). De soort komt voor in China. 